# Toroweap Overlook
Toroweap Overlook est un point de vue panoramique sur le Grand Canyon, en Arizona.